# Batouwe Basketball
Batouwe Basketball of BV Batouwe is een Nederlandse basketbalvereniging uit Bemmel.
De vereniging werd in 1975 opgericht. In 2010 werd de 'Stichting Topbasketball Lingewaard' opgericht om het spelen op hoger niveau te ondersteunen. Het damesteam werd onder de sponsornaam 'Lekdetec.nl' in 2015 voor het eerst landskampioen. In 2017 werd de tweede landstitel gewonnen. In 2012, 2016 en 2017 werd tevens de beker gewonnen en in 2015 ook de Supercup. In het seizoen 2017- 2018 werd voor het eerst het "Final Four' evenement gewonnen.
De heren spelen als 'Dreamfields Dolphins' in de Promotiedivisie. In het seizoen 2020/21 speelt het herenteam als 'Yoast United' in de Dutch Basketball League. Hiervoor werd Basketball Community Gelderland opgericht als samenwerking tussen TBG Dragons, Stichting Topbasketball Lingewaard en Batouwe Basketball en werd een voorlopige licentie voor de Eredivisie verworven.

## Erelijst

#### Dames
| Competitie                | Winnaar | Winnaar          | Runner-up | Runner-up        |
| Competitie                | Aantal  | Jaren            | Aantal    | Jaren            |
| ------------------------- | ------- | ---------------- | --------- | ---------------- |
| Nationaal                 |         |                  |           |                  |
| Women's Basketball League | 2×      | 2015, 2017       | 1×        | 2018             |
| NBB-Beker                 | 3×      | 2012, 2016, 2017 | 3×        | 2014, 2015, 2019 |
| Supercup                  | 1×      | 2014             | 1×        | 2017             |
| Final Four                | 2×      | 2017, 2018       | 1×        | 2016             |

#### Heren
| Competitie       | Winnaar | Winnaar | Runner-up | Runner-up |
| Competitie       | Aantal  | Jaren   | Aantal    | Jaren     |
| ---------------- | ------- | ------- | --------- | --------- |
| Nationaal        |         |         |           |           |
| Eerste divisie B |         |         | 1×        | 2018      |
| Tweede divisie B | 1×      | 2016    |           |           |